# جون ميريل (عسكري)
جون ميريل (بالإنجليزية: John Merrill)‏ هو عسكري أمريكي، ولد في 1846 في نيويورك في الولايات المتحدة، وتوفي في 10 يونيو 1883.